# Wojciech Młynarski

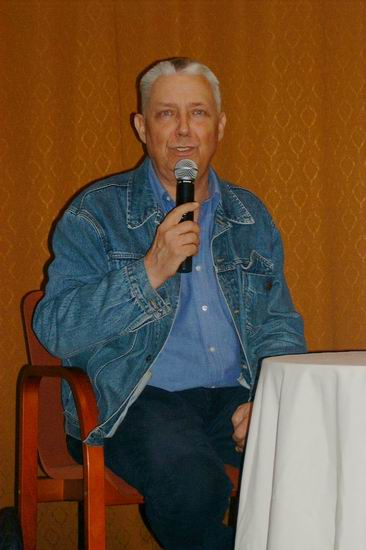
Wojciech Młynarski

Wojciech Młynarski (* 26. März 1941 in Warschau; † 15. März 2017 ebenda) war polnischer Dichter, Komponist, Regisseur, Satiriker, Liedermacher, Übersetzer und Alleinunterhalter.

## Leben und Werk
Er debütierte 1962 in studentischen Kabarett im Klub Hybrydy. 1963 beendete er sein Polonistik-Studium an der Universität Warschau und begann seine Karriere als Songschreiber und Kabarettist.

## Diskografie
- 1966: Wojciech Młynarski śpiewa swoje piosenki
- 1968: Dziewczyny bądźcie dla nas dobre na wiosnę
- 1970: Obiad rodzinny
- 1971: Recital '71
- 1980: Szajba
- 1986: Młynarski w Ateneum
- 1989: Jeszcze w zielone gramy
- 1989: Młynarski w Paryżu
- 1995: Piosenki... ballady...
- 1995: Róbmy swoje 95
- 2000: Złota Kolekcja Absolutnie
- 2001: Prawie całość (5 CDs)
- 2002: Niedziela na Głównym Gala 2001
- 2004: Zamknięty rozdział
- 2004: Młynarski i Sent. Jesteśmy na wczasach … na żywo 2001
- 2005: Czterdziecha
- 2006: Od piosenki do piosenki. Gwiazdozbiór muzyki rozrywkowej
- 2012: Złota kolekcja: Strasznie lubię Cię piosenko / Podchodzą do mnie wolne numery (PL: Gold)[2]